# Registry of Toxic Effects of Chemical Substances
El Registro de Efectos Tóxicos de las Sustancias Químicas (en inglés: Registry of Toxic Effects of Chemical Substances, RTECS), es una base de datos de información sobre toxicidad recopilada a partir de la bibliografía científica abierta disponible sin referencia a la validez o utilidad de los estudios notificados. Desde 1971 hasta 2001 era mantenida por el Instituto Nacional para la Seguridad y Salud Ocupacional de los Estados Unidos (conocido por sus siglas en inglés como NIOSH) como una publicación de libre acceso. En la actualidad, su mantenimiento corre a cargo de BIOVIA, una empresa filial de Dassault Systèmes.

## Contenido
En el archivo de cada sustancia se incluyen seis tipos de datos sobre toxicidad:
1. Irritación primaria
2. Efectos mutagénicos
3. Efectos reproductivos
4. Efectos tumorigénicos
5. Toxicidad aguda
6. Otra toxicidad por dosis múltiples

Se anotan los valores numéricos específicos de toxicidad, como DL50, CL50, TDLo (dosis tóxica mínima) y TCLo (concentración tóxica mínima), así como las especies estudiadas y la vía de administración utilizada. Para todos los datos se indica la fuente bibliográfica. Los estudios no se evalúan de ninguna manera.

## Historia
El RTECS fue una actividad encomendada por el Congreso de los Estados Unidos, establecida por la Sección 20(a)(6) de la Ley de la seguridad y salud ocupacional (en inglés: Occupational Safety and Health Act) de 1970 (PL 91-596). La edición original, conocida como Lista de Sustancias Tóxicas (en inglés: Toxic Substances List), se publicó el 28 de junio de 1971 e incluía datos toxicológicos de aproximadamente 5 000 sustancias químicas. El nombre cambió posteriormente a su denominación actual RTECS. En 2000, el NIOSH solicitó propuestas para transferir la marca comercial y la base de datos RTECS a una empresa privada, y en diciembre de 2001 RTECS fue transferida del NIOSH a MDL Information Systems, una empresa filial de Elsevier. Mediante una serie de adquisiciones y fusiones, Dassault Systèmes adquirió la base de datos y, a partir de 2025, licencia RTECS a través de su marca BIOVIA.
El RTECS también está disponible a través de terceros distribuidores, como el Centro Canadiense de Salud y Seguridad en el Trabajo (en inglés: Canadian Centre for Occupational Health and Safety, CCOHS; en francés: Centre canadien d'hygiène et de sécurité au travail, CCHST), que vende licencias para las versiones inglesa y francesa del RTECS.